# Highdee Kuan
Highdee Kuan (San Francisco, California, 3 de mayo de 1998) es una actriz estadounidense, reconocida principalmente por su papel como Alexis en el seriado de Netflix Los hermanos Sun y como Rose en el largometraje de Neil LaBute Fear the Night.

## Biografía
Kuan nació en San Francisco en 1998, y en su infancia se trasladó con su familia a una zona rural de los Países Bajos, donde pasó gran parte de su juventud. Con el objetivo de iniciar una carrera como actriz, retornó a los Estados Unidos. En 2017 figuró en un pequeño papel en el seriado The Young and the Restless, y un año después apareció en un episodio de la serie Vida.
En 2019 interpretó el papel de Luna en la serie You, y en 2020 apareció como Sasha en un episodio del seriado This Is Us.  Ese mismo año actuó como Sara en uno de los papeles principales del filme de ciencia ficción Proximity.
En 2022 apareció en un episodio de Quantum Leap como Mallory Yang, una reportera que investiga un lanzamiento nuclear. Un año después actuó en los largometrajes Fear the Night y Welcome to Redville, y en 2024 interpretó el papel recurrente de Alexis Kong en el seriado de Netflix Los hermanos Sun.

## Filmografía

### Cine
| Año  | Título              | Papel | Notas        |
| ---- | ------------------- | ----- | ------------ |
| 2016 | Run for the Truth   | Sofie | Cortometraje |
| 2019 | Just Another Day    | Train | Cortometraje |
| 2020 | Proximity           | Sara  |              |
| 2023 | Fear the Night      | Rose  |              |
| 2023 | Welcome to Redville | Toni  |              |

### Televisión
| Año  | Título                     | Papel              | Notas       |
| ---- | -------------------------- | ------------------ | ----------- |
| 2017 | The Young and the Restless | Robin              | 1 episodio  |
| 2018 | Vida                       | Mujer en la tienda | 1 episodio  |
| 2019 | You                        | Luna               | 1 episodio  |
| 2020 | This Is Us                 | Sasha              | 1 episodio  |
| 2023 | Quantum Leap               | Mallory Yang       | 1 episodio  |
| 2024 | Los hermanos Sun           | Alexis Kong        | 8 episodios |